# Edvard Strömberg (industriman)
Edvard Johannes Strömberg, född 11 september 1872 i Strängnäs, död 26 november 1946, var en svensk industriman och disponent.

## Biografi
Strömberg föddes som son till prästmannen och sedermera biskopen Thore Strömberg. Edvard Strömberg avlade mogenhetsexamen vid Strängnäs högre allmänna läroverk år 1890. Han begav sig senare till Kosta glasbruk där han lärde sig glastillverkning. År 1893 utnämndes han till hyttmästare, en befattning han hade till 1905. Det året köpte han Sandviks glasbruk (Strömbergshyttan) i Hovmantorp och drev det fram till 1917. Han återvände då till Kosta för att bli fabrikschef. År 1918 blev han VD och disponent vid Orrefors glasbruk. År 1927-1933 var han VD för AB De Svenska Kristallglasbruken och AB Eda glasbruk. Från 1933 återvände han till Sandvik där han arbetade för att öka kvaliteten på hyttarbetat glas. Strömberg var en betydande fackman inom svensk glastillverkning. Tillsammans med hustrun Gerda Strömberg skapade han både slipat och hyttarbetat, odekorerat glas, som vann internationell spridning.

## Prisert och utmärkelser
- 1932 - Patriotiska sällskapets stora guldmedalj[3]